# العلاقات اليمنية الأمريكية
العلاقات اليمنية الأمريكية تشير إلى العلاقات الثنائية بين الولايات المتحدة الأمريكية واليمن.
كانت الولايات المتحدة برئاسة جون كينيدي من أوائل الدول التي اعترفت بالجمهورية العربية اليمنية وتجاهلت الملكيين عكس بريطانيا والتي رأت في الثورة تهديدا مباشرا لوجودها في عدن  علاقات الولايات المتحدة مع اليمن لم تكن ودية دائما، فقد دأب علي عبد الله صالح على إستغلال الاضطرابات الأمنية لجلب الأموال فالأميركيون متيقنون أنه كان مسؤولا عن هروب ثلاثة وعشرين إرهابي من سجن الأمن المركزي بصنعاء في 3 فبراير عام 2006  ومرد شكهم أن الحادث وقع بعد إعلان الولايات المتحدة أن اليمن ليس مصدر قلق للأمن القومي الأمريكي وقطع المساعدات الأمريكية وطرد اليمن من شركة تحدي الألفية نتيجة تخاذل علي عبد الله صالح عن الإيفاء بوعوده بشأن الفساد والإصلاحات السياسية وقد تحدث مخبرون أميركيون عن نكات صالح في مجالسه الخاصة حول قدرته على «نزع الصوف من أعين الأميريكيين»  تمكن عبد ربه منصور هادي من استعادة محافظة أبين من ماعرف بأنصار الشريعة أو القاعدة في جزيرة العرب ونشرت عدة منشورات عن إقدام صالح على عرقلة عملية انتقال السلطة بطرق مختلفة أهمها سيطرة أقربائه على الأجهزة اليمنية في البلاد منها السماح للمتظاهرين ضد فيلم براءة المسلمين بتجاوز نقاط التفتيش حول محيط السفارة الأمريكية بصنعاء  ويؤمن اليمنيون أن علي عبد الله وصالح وأبنائه هم المسؤولين عن كل التفجيرات والاضطرابات الأمنية التي تعصف بالبلاد

## الجماعات الدينية المسلحة
وصف غريغوري جونسون، متخصص في الشؤون اليمنية بجامعة برينستون بأن الولايات المتحدة كانت «تخيط الهواء» لمدة ثلاث سنوات في اليمن وعمليات الطائرات بلا طيار وأخطائها وإصابتها مدنيين ساهمت في تغذية مشاعر العداء للولايات المتحدة. وفقا لجونسون، فإن الولايات المتحدة تعتبر كل مسلح قبلي عضوا في ميليشيا ما وهي ليست نظرة المواطنين لليمن لمسلحي القبائل فكثير منهم أخبر جونسون أنه مستعد للانضمام لما يسمى بقاعدة الجهاد لإنها القوى الوحيدة المستعدة للتصدي للأميركيين ليس بالضرورة إيمانا بأي أطروحات دينية وسياسية لتلك الجماعات كشفت وثيقة ويكيليكس (09SANAA2186) مشكلة مشابهة متعلقة بالحوثيين فالأميركيين لا يعرفون من إنضم إليهم موافقة لأطروحاتهم ومن رأى فيهم وسيلة للانتقام من حكومة علي عبد الله صالح
تنطلق هذه الطائرات الأميركية من قاعدة أمريكية داخل السعودية رفضت الحكومة الأمريكية تحديد موقعها خوفاً من ردة فعل سلبية اتجاه المملكة.